# Ploughshares

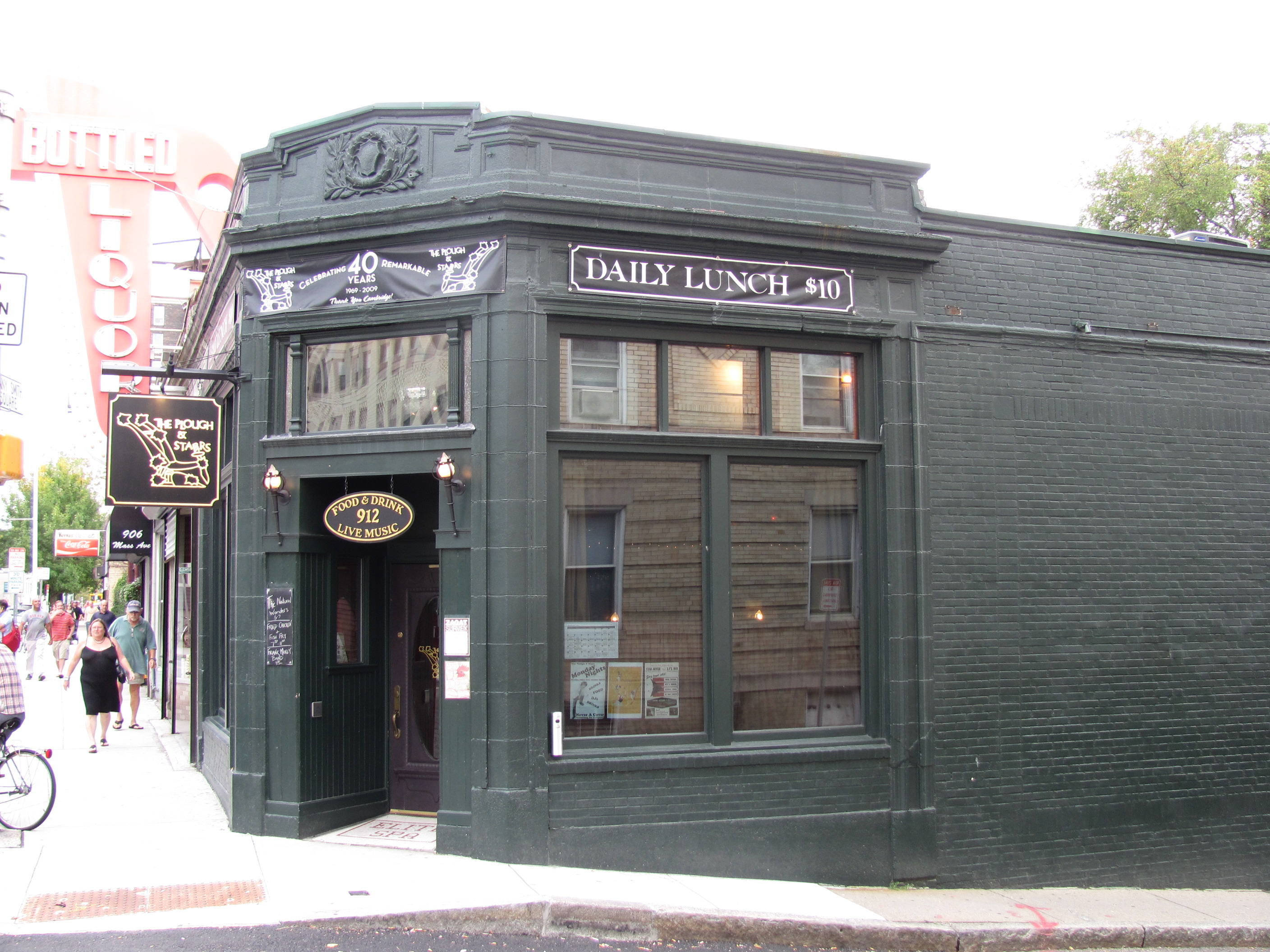
Der Irish Pub The Plough and Stars in Cambridge, Massachusetts: Gründungsort und Namensgeber des Magazins

Ploughshares [plaʊʃɛɚs] (de.: Pflugscharen) ist eine der renommiertesten und einflussreichsten US-amerikanischen Literaturzeitschriften. Sie wird am Emerson College herausgegeben und enthält Gedichte, Kurzgeschichten, Essays und vereinzelt auch Kritiken.

## Geschichte
Die Gründung der Zeitschrift geht auf mehrere Treffen im Jahr 1970 von DeWitt Henry (* 1941) und Peter O’Malley im Irish Pub The Plough and Stars in Cambridge, Massachusetts, zurück. Henry schrieb als Englisch-Doktorand an der Harvard University an seiner Dissertation über William Shakespeare. Während seines Grundstudiums am Amherst College hatte er bereits ein kleineres Literaturmagazin herausgegeben. O’Malley war aus Irland eingewandert, hatte an der Universität Dublin Rechtswissenschaften und später am Berklee College of Music sowie an der Harvard University Musik studiert und war nun Barkeeper und Co-Eigner des Pubs. Beide diskutierten über die Literaturszene des nahen Boston, die sie als unbefriedigend empfanden. Unzufrieden mit den verfügbaren Publikation beschlossen sie, zusammen mit Freunden und Bekannten ein eigenes Literaturmagazin herauszugeben. Im Bewusstsein, sich nicht auf eine inhaltliche Ausrichtung einigen zu können, wurde das Rotationsprinzip für den Posten des Herausgebers festgelegt. Die erste Ausgabe erschien im September 1971.
Bis 1988 war die Zeitschrift völlig unabhängig; dann zog sie in die Räumlichkeiten des Emerson College im Stadtzentrum Bostons und auch die Redakteure erhielten ihr Gehalt fortan vom College. Eine endgültige Zusammenführung beider Institutionen erfolgte allerdings erst 2008. Ab 1989 prägte Don Lee als Chefredakteur Ploughshares, 2008 löste ihn Ladette Randolph ab.

## Modus
Bereits sehr rasch galt Ploughshares als Sammelbecken und Sprungbrett für schriftstellerische Talente. Unter anderen John Irving, Russell Banks, Mona Simpson, Tim O’Brien, Robert Pinsky und Edward P. Jones veröffentlichten in der Zeitschrift ihre ersten oder zumindest frühe Werke.
Das Besondere am Magazin ist seine sowohl personelle als auch inhaltliche Zusammenstellung. Pro Jahr erscheinen drei Ausgaben – im April und Dezember jeweils mit Lyrik und Prosa, im August ausschließlich mit Prosa. Jede von ihnen hat einen Umfang von etwa 200 Seiten. Die Redaktion besteht im Wesentlichen aus Studenten und Postgradual-Studenten des College-Studiengangs zum Master of Fine Arts in Creative Writing. Aufgabe des zumeist als Dozent tätigen Chefredakteurs ist die Öffentlichkeitsarbeit, die Übersicht über das Budget sowie die Auswahl der Gastherausgeber, die die Frühjahrs- und die Sommer-Ausgabe betreuen.
Von jedermann können literarische Werke eingereicht werden. Jährlich gehen auf diese Weise etwa 11.000 Texte ein. Veröffentlichte Autoren erhalten 25 US-Dollar pro Seite, 50 für eine Titelseite und maximal 250 US-Dollar mit zwei gedruckten Exemplaren und einem kostenlosen Jahres-Abonnement. Die Redaktionsmitglieder treffen anschließend eine Auswahl und legen dem Gastherausgeber eine Shortlist vor. Diesem steht ungefähr die Hälfte seiner jeweiligen Ausgabe für Werke und Autoren seiner Wahl zur Verfügung, während die andere Hälfte für die öffentlichen Einsendungen freigehalten wird. Berühmte Gastherausgeber – unter ihnen Literaturnobelpreis- und Pulitzer-Preis-Träger, Gewinner des National Book Award sowie MacArthur- und Guggenheim-Stipendiaten – waren bislang unter anderem Seamus Heaney, Colm Tóibín (April 2011), Elizabeth Strout (April 2010), Derek Walcott (April 1987), Raymond Carver (Dezember 1983), Tobias Wolff (August 1992), Sherman Alexie (Dezember 2000), Lorrie Moore (August 1998), Yusef Komunyakaa (April 1997), Rita Dove (April 1990), Fred Viebahn (April 1990), Mary Gordon (August 1997), Paul Muldoon (April 2000), James Alan McPherson (August 2008), Philip Levine (Dezember 1988), Alice Hoffman (August 2003), Joy Harjo (Dezember 2004), Donald Hall (August 1982 / August 2001), Charles Simic (August 1986), Andrea Barrett (August 2007) und Richard Ford (August 1996). Nach ihrer Tätigkeit gelten sämtliche ehemaligen Gastherausgeber als so genannte Advisory Editor. Diese Vorgehensweise gewährleistet eine breite Diversität an literarischen Stilen und Vorlieben und soll den Lesern die größtmögliche Bandbreite präsentieren.
Seit der Winter-Ausgabe 2013/2014 wird die Winter-Ausgabe allein mit Texten der Redaktion gestaltet. Als Begründung führte Chefredakteurin Ladette Randolph an, dass in dieser neben den Studenten auch distinguierte Schriftsteller aller literarischer Gattungen vertreten seien.

## Sonstiges
Seit 2012 werden neunmal pro Jahr online in der Ploughshares Solo series längere Prosa-Texte veröffentlicht. Sie sind in digitalen Formaten über die E-Book-Reader Amazon Kindle, NOOK, Kobo sowie über das iPad abrufbar. Jeden Oktober erscheinen die Texte des vergangenen Jahres als Printausgabe in der Anthologie Ploughshares Solos Omnibus. Die Möglichkeit der Digital-First-Veröffentlichungen wurde geschaffen, da im Laufe der Jahre häufig längere Texte eingereicht wurden, die man infolge der Platzbeschränkungen unmöglich in den regulären Magazinen drucken konnte. Zudem bestand innerhalb der Leserschaft der Wunsch nach längeren, stringenten Geschichten. Für die Solo series werden fiktionale und nonfiktionale Einreichungen mit einer Länge von 7000 bis 25.000 Wörtern akzeptiert – Geschichten, Essays und Novellen.
Ploughshares vergibt auch zwei kleinere Literaturpreise. Die beste veröffentlichte Kurzgeschichte (Kategorie: Fiction) beziehungsweise das beste veröffentlichte Gedicht (Kategorie: Poetry) eines Jahres wird seit 1986 mit dem mit 600 US-Dollar dotierten Cohen Award, benannt und finanziert von den langjährigen Förderern Denise und Mel Cohen, ausgezeichnet. Nach einem ehemaligen Präsidenten des Emerson College ist der seit 1991 vergebene John C. Zacharis First Book Award benannt. Er wird – im jährlichen Wechsel von Lyrik und Prosa – dem besten Debütbuch eines im Magazin veröffentlichten Autors zuteil und ist mit 1500 US-Dollar dotiert. Darüber hinaus existiert der jährliche Emerging Writer’s Contest, in dem noch unbekannte und bislang unpublizierte Autoren in den drei Genres Poetry, Fiction und Nonfiction Texte einreichen können. In jeder der drei Kategorien erhält der Sieger 1000 Euro und wird im Magazin publiziert.

## Auszeichnungen
Zwischen 1997 und 2003 wurden mehr Beiträge aus Ploughshares in die jährlich von Houghton Mifflin verlegte Anthologie The Best American Short Stories aufgenommen, als aus irgendeinem anderen Literaturmagazin im Jahrzehnt zuvor. Gleiches gilt für Auswahl für die Pushcart-Prize-Anthologien. Weitere Auszeichnungen, die die Zeitschrift erhielt, beinhalten:
- 1990: Zuschuss des Lila Wallace-Reader's Digest Fund
- 1999: Zuschuss über 125.000 US-Dollar des Lila Wallace-Reader's Digest Fund
- 2001: Zuschuss über 22.125 US-Dollar des Lila Wallace-Reader's Digest Fund
- 2007: Commonwealth Award des Massachusetts Cultural Council